# Comune di Nibe
Il comune di Nibe, fino al 1º gennaio 2007, è stato un comune danese situato nella contea dello Jutland Settentrionale. Il comune aveva una superficie di 185,45 km². Capoluogo era la cittadina omonima.
Dal 1º gennaio 2007, con l'entrata in vigore della riforma amministrativa, il comune è stato soppresso e accorpato ai comuni di Aalborg, Hals e Sejlflod per dare luogo al riformato comune di Aalborg compreso nella regione dello Jutland Settentrionale.